# Nørre Asmindrup Sogn
Nørre Asmindrup Sogn er et sogn i Odsherred Provsti (Roskilde Stift).
I 1800-tallet var Nørre Asmindrup Sogn anneks til Vig Sogn. Begge sogne hørte til Odsherred i Holbæk Amt. Vig-Nørre Asmindrup sognekommune blev senere delt, så hvert sogn blev en selvstændig sognekommune. Ved kommunalreformen i 1970 blev både Vig og Nørre Asmindrup indlemmet i Trundholm Kommune, der ved strukturreformen i 2007 indgik i Odsherred Kommune.
I Nørre Asmindrup Sogn ligger Nørre Asmindrup Kirke.
I sognet findes følgende autoriserede stednavne:
- Annebjerg Huse (bebyggelse)
- Brændt (bebyggelse, ejerlav)
- Hestehave (bebyggelse)
- Kildehuse (bebyggelse)
- Nørre Asmindrup (bebyggelse, ejerlav)
- Skaverup (bebyggelse, ejerlav)
- Strandhuse (bebyggelse, ejerlav)
- Svenstrup Hestehave (bebyggelse, ejerlav)
- Svinninge (bebyggelse, ejerlav)